# João Batista Ferreira de Sousa Coutinho
João Batista Ferreira de Sousa Coutinho, primeiro barão de Catas Altas (Catas Altas, 15 de novembro de 1775 — Minas Gerais, 31 de maio de 1839) foi um minerador e nobre brasileiro.
Foi agraciado barão em 18 de outubro de 1829.
De origem humilde, sacristão na aldeia de Catas Altas, foi considerado o homem mais rico do Brasil durante o primeiro Império.
Casou-se sucessivamente com duas irmãs, filhas de José Alvares da Cunha Porto, casado com sua irmã e proprietário de diversas minas de ouro, entre elas a de Gongo Soco. Tendo herdado uma parte da mina do Gongo Soco e tendo usurpado o resto da propriedade, ficou imensamente rico. Mais tarde, acreditando que o ouro estava se esgotando, vendeu a mina à Imperial Brazilian Mining Company em 1825, que ainda extraiu dela 30 mil libras esterlinas em ouro.
No tempo de sua prosperidade, além da casa do Gongo, possuía belas residências em Caeté, Ouro Preto, Sabará, Santa Luzia e Brumado. Suas repetidas extravagâncias acabaram por arruiná-lo completamente. Morreu na pobreza.

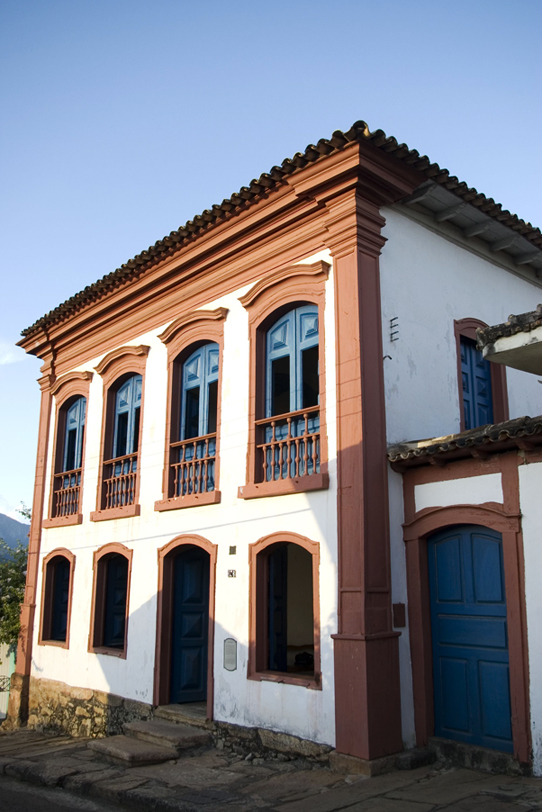
Fachada do Museu Regional de Caeté, antiga residência do Barão de Catas Altas.

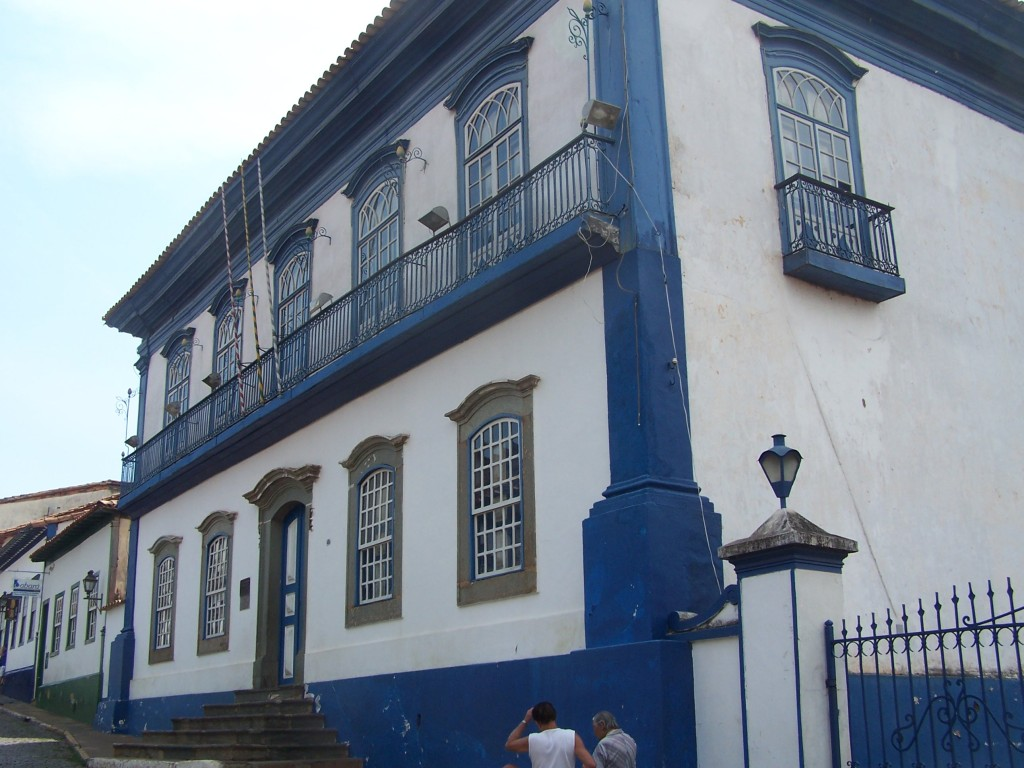
Solar do Padre Correia, antiga residência do Barão de Catas Altas.